# Willfred W. Lufkin

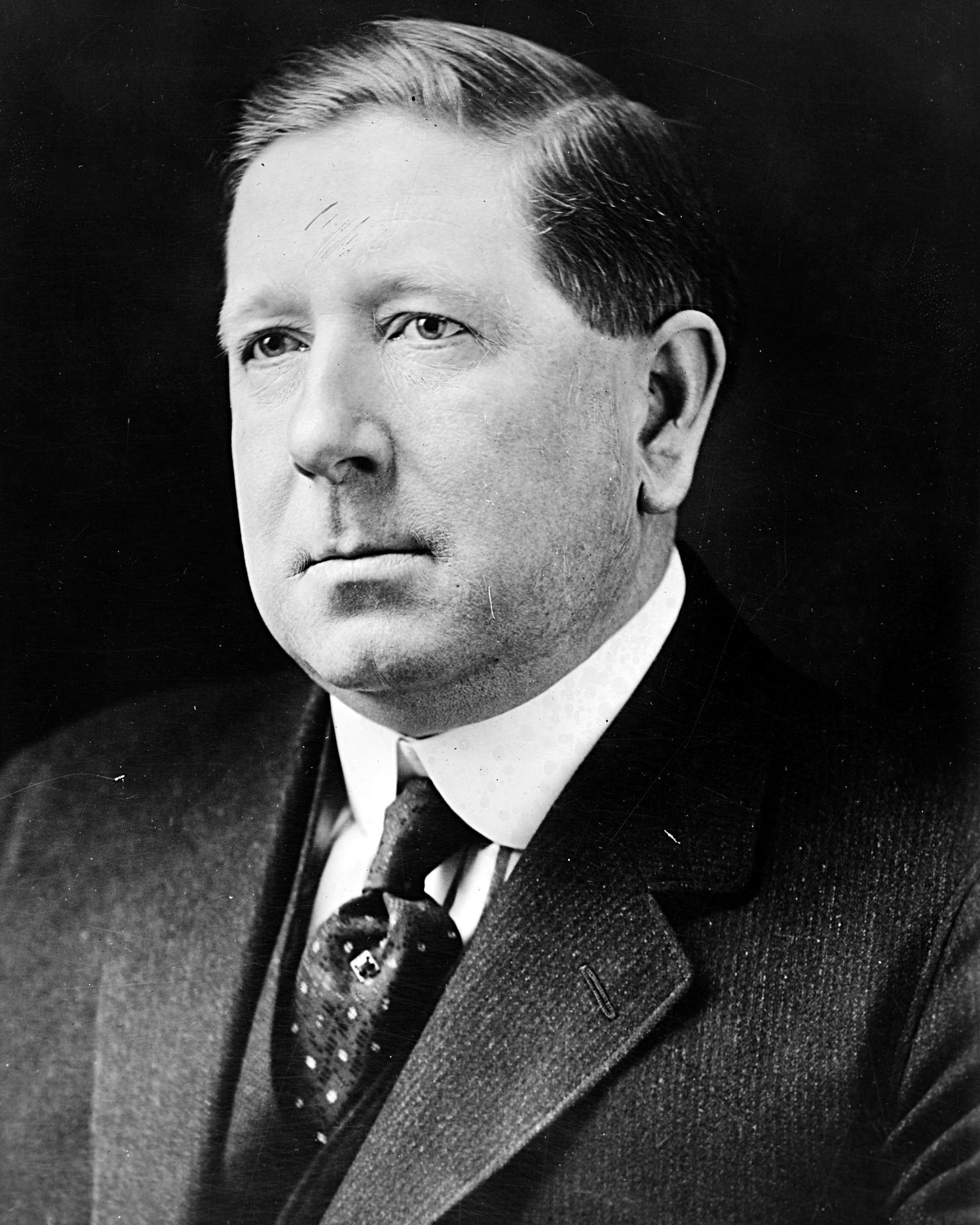
Willfred W. Lufkin

Willfred Weymouth Lufkin (* 10. März 1879 in Essex, Essex County, Massachusetts; † 28. März 1934 ebenda) war ein US-amerikanischer Politiker. Von 1917 bis 1921 vertrat er den Bundesstaat Massachusetts im US-Repräsentantenhaus.

## Werdegang
Willfred Lufkin besuchte die öffentlichen Schulen seiner Heimat und arbeitete danach als Zeitungskorrespondent. Zwischen 1902 und 1917 war er Privatsekretär des Kongressabgeordneten Augustus Peabody Gardner. Außerdem amtierte er in den Jahren 1901 bis 1906 als Vorsitzender des Schulausschusses in seiner Heimatstadt Essex. Von 1917 bis 1919 gehörte er einem Ausschuss zur Überarbeitung der Verfassung von Massachusetts an. Er war Mitglied der Republikanischen Partei.
Nach dem Rücktritt von Augustus Gardner als Kongressabgeordneter wurde Lufkin bei der fälligen Nachwahl für den sechsten Sitz von Massachusetts als in das US-Repräsentantenhaus in Washington, D.C. gewählt, wo er am 6. November 1917 sein Mandat antrat. Zweimal wiedergewählt diente er bis zu seinem Rücktritt am 30. Juni 1921 im Kongress. In dieser Zeit endete der Erste Weltkrieg. Während seiner Zeit im Kongress wurden der 18. und der 19. Verfassungszusatz ratifiziert.
Lufkins Rücktritt erfolgte nach seiner Ernennung zum Leiter der Zollbehörde im Hafen von Boston durch Präsident Warren G. Harding. Diesen Posten bekleidete er von 1921 bis 1933. Zwischenzeitlich saß er nochmals im Schulausschuss der Stadt Essex. 
Lufkin starb am 28. März 1934 in Essex.